# Мар'яна Вівіана де Агірре
Мар'яна Вівіана де Агірре у Боса (хрещена 3 грудня 1775)  - перша леді Чилі як дружина  президента Франциско Рамона Вікуньї (1775-1849), з яким у неї було шестеро дітей.
Вона народилася в Сантьяго, Чилі, від батька Хосе Сантоса де Агірре-і-Дієса де Асендегі, 2-го маркіза Монтепіо, та матері Антонії де Боза-де-Ліма-і-Андіа-Ірарасаваль. Оскільки вона народилася 1775 року, невідомо як її вважати: селяниною чи шляхтанкою Чилі XVIII століття.